# 東大野八幡神社
東大野八幡神社（ひがしおおのはちまんじんじゃ）は、福岡県北九州市小倉南区にある神社である。

## 概要
福岡県北九州市小倉南区に御鎮座する神社。1,300年以上の歴史があり、1749年（寛延2年）2月20日小倉城主小笠原忠基公が奉幣され、その恩恵を受けて再建された社殿には沢山の彫刻が施されている。また、御神木には子授けの御神徳があり、子授神社としても知られる。安産・お宮参り・交通安全・厄除などの参拝者も多く、近年ではカルスト台地・平尾台への初日の出を見に行く方が増え、平尾台の氏神様である東大野八幡神社へ初詣での参拝者も増えている。1月8日に井手浦地区で行われる尻振り祭りは、古くからこの神社の神官と井手浦地区の人々が執り行っている。2月3日の節分祭には、3体の鬼を5俵の福餅で追い払う鬼追い神事が行われる。

## アクセス
九州自動車道小倉南ICより車で3分